# Площа 700-річчя Черкас
Пло́ща 700-рі́ччя Черка́с — одна з площ міста Черкаси.
Утворюється на перетині бульвару Тараса Шевченка та вулиці Сінної. Тут закінчується бульвар, який впирається у вулицю Сінну.
Утворена протягом 1985–1986 років (до того перехрестя Шевченка та Сінної мало звичайну Т-подібну форму).

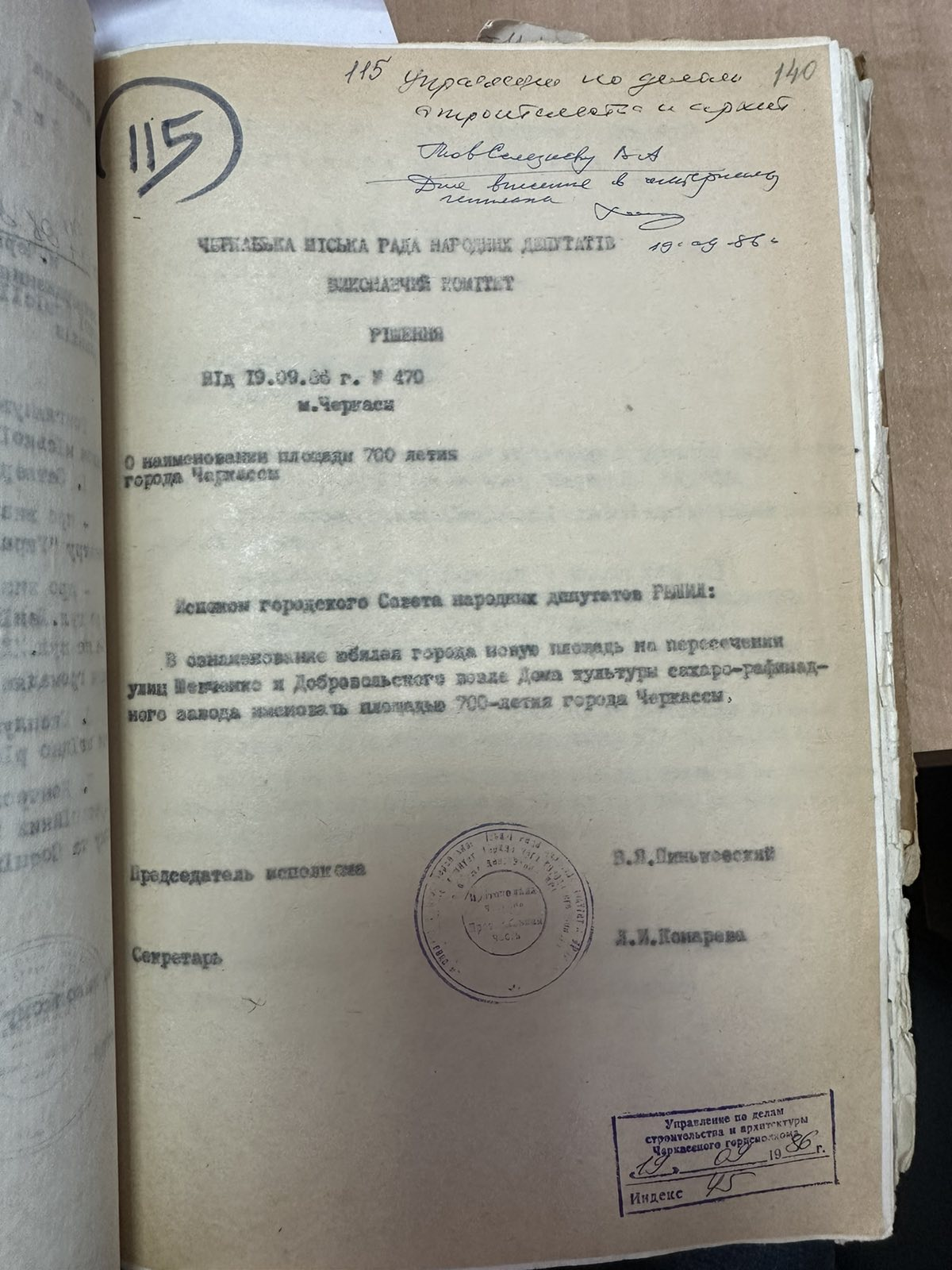
Рішення виконавчого комітету Черкаської міської ради народних депутатів від 19.09.1986 № 470 про створення площі 700-річчя Черкас

Офіційно площа 700-річчя Черкас створена рішенням виконавчого комітету Черкаської міської ради народних депутатів від 19.09.1986 № 470.
Рішенням Черкаської міської ради від 04.11.2014 № 2-384 на площі утворили сквер. Через рік скверу надали статус об'єкта природно-заповідного фонду затвердивши рішенням Черкаської обласної державної адміністрації від 25.06.2015 № 41-9/VI. 
Пізніше рішенням Черкаської міської ради від 22.12.2022 № 34-47 сквер на площі 700-річчя Черкас найменували - Героїв Прикордонників.

## Транспорт
- Тролейбуси: 1, 1а, 2, 8
- Маршрутні таксі: 3, 4, 5, 11, 22, 24, 25, 28, 115

## Об'єкти
На площі розташовані:
- Пам'ятник Бояну (скульптор А. В. Кущ, архітектор О. К. Стукалов)
- Сквер на площі 700-річчя міста — парк-пам'ятка садово-паркового мистецтва
- Ресторан грузинської кухні «Чача» та піцерія «Чіполіно»
- Палац культури «Цукровик»

28 вересня 2014 року митрополит Іоан звершив освячення новозбудованої церкви Святителя Миколая поблизу площі 700-річчя Черкас.

## Галерея

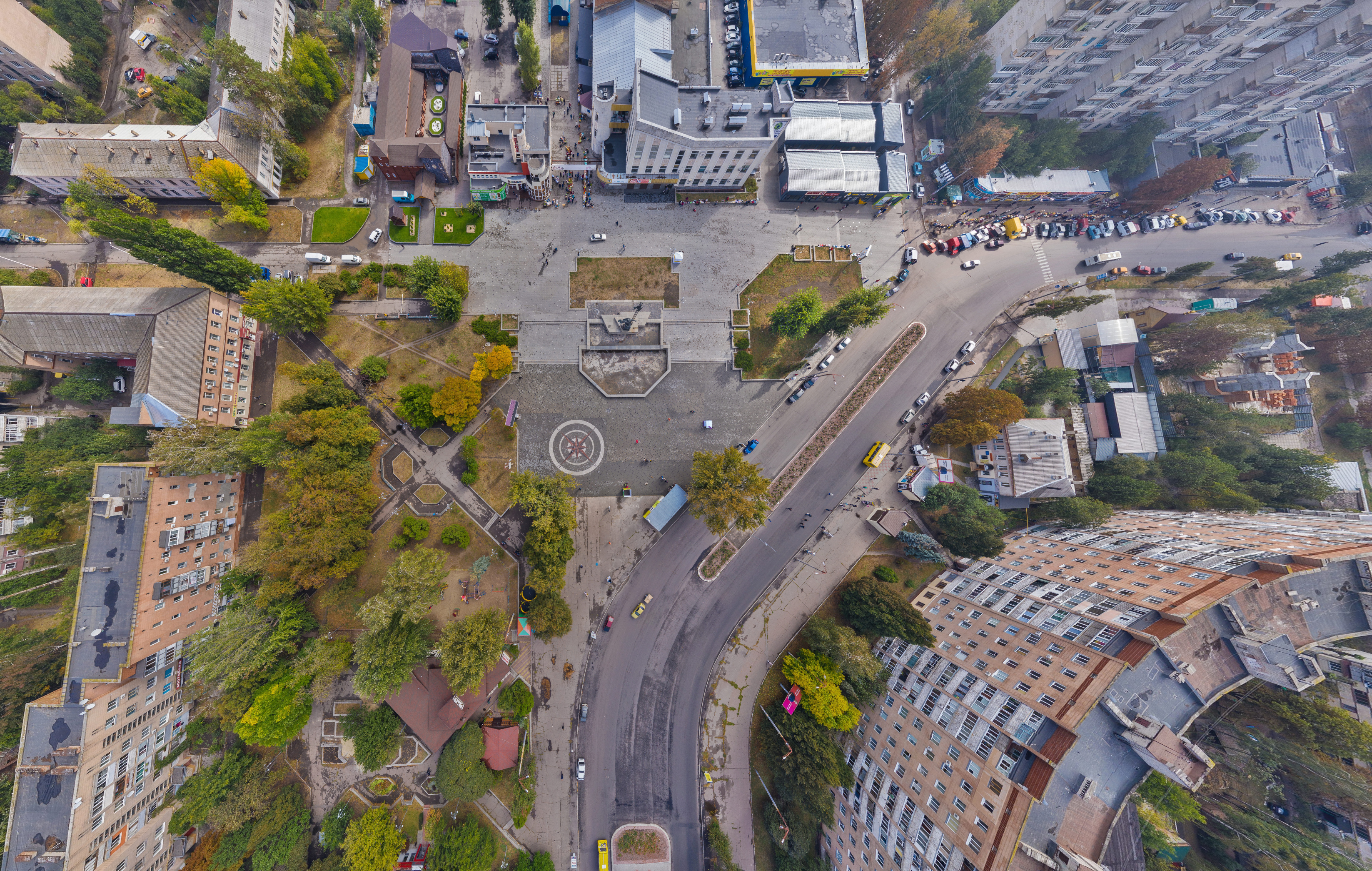
Панорамне зображення площі 700-річчя Черкас станом на 03.10.2020 року
Пам'ятник Бояну
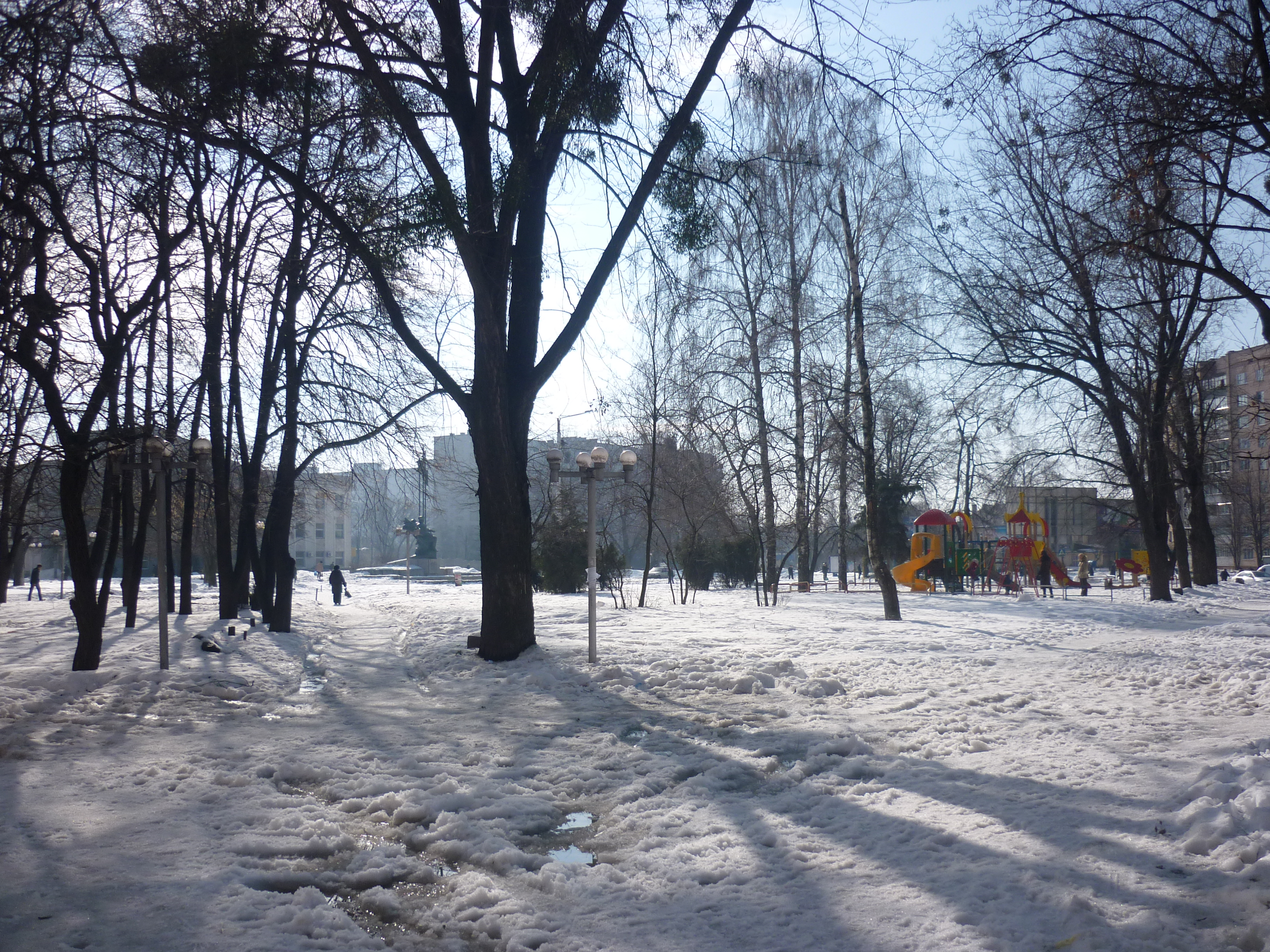
Сквер взимку
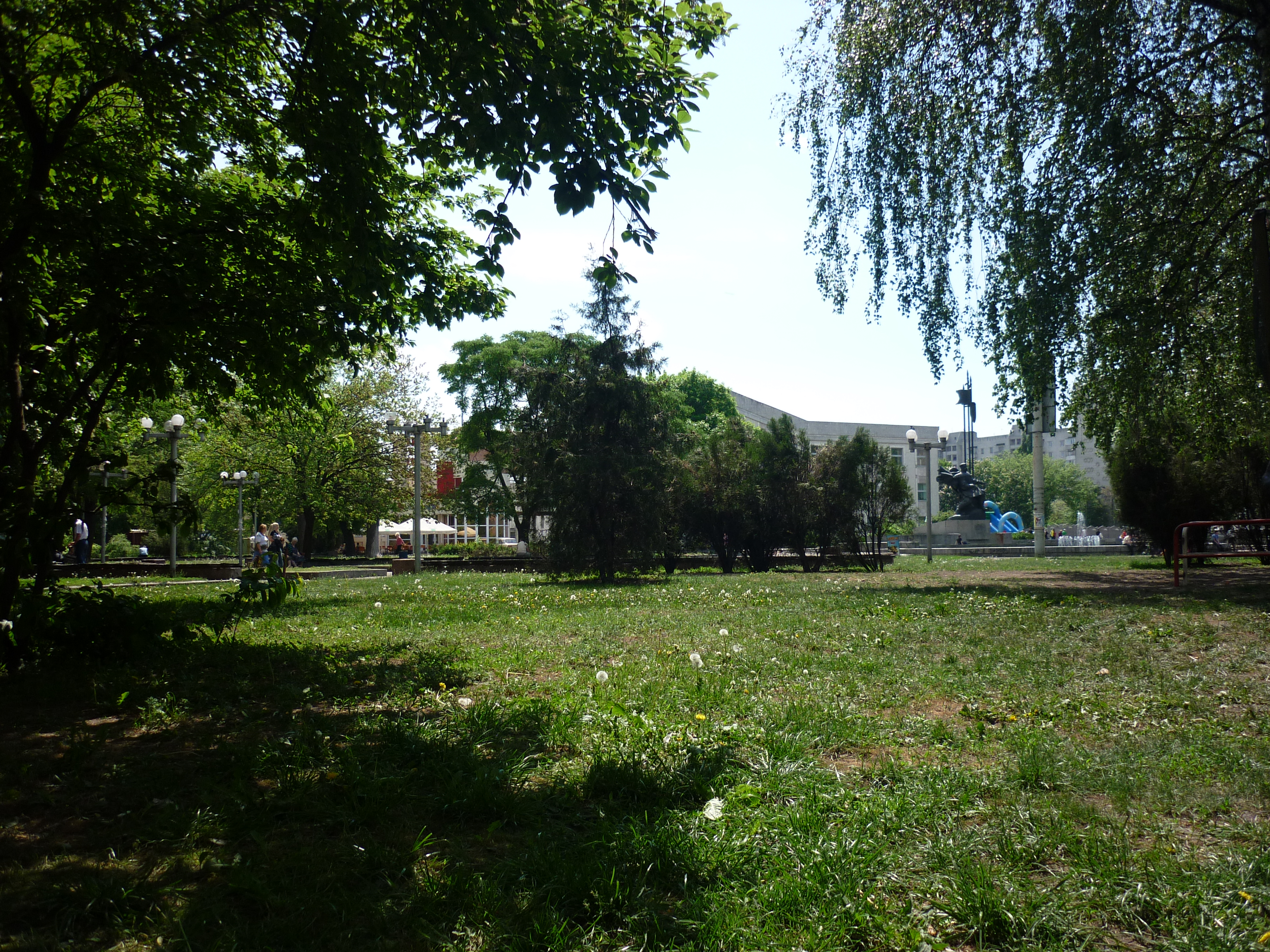
Сквер влітку